# Binmaley
Binmaley ist eine Stadtgemeinde in der philippinischen Provinz Pangasinan und liegt am Golf von Lingayen. Die meisten Menschen leben von Fischerei und Reisanbau. Das flache feuchte Gelände ist für den Reisanbau besonders gut geeignet. In der Gemeinde befindet sich ein Campus der Pangasinan State University.
Binmaley ist in folgende 33 Baranggays aufgeteilt:
| - Amancoro - Balagan - Balogo - Basing - Baybay Lopez - Baybay Polong - Biec - Buenlag - Calit - Caloocan Dupo - Caloocan Norte | - Caloocan Sur - Camaley - Canaoalan - Dulag - Gayaman - Linoc - Lomboy - Nagpalangan - Malindong - Manat - Naguilayan | - Pallas - Papagueyan - Parayao - Poblacion - Pototan - Sabangan - Salapingao - San Isidro Norte - San Isidro Sur - Santa Rosa - Tombor |